# 陳明章
陳明章（台灣話 : Tân Bîng-tsiong，1956年7月4日—）是一位生於臺灣音樂製作人、創作歌手、吉他與月琴演奏家。其代表作有《戀戀風塵》電影配樂（1985年）、《戲夢人生》電影配樂（1993年）、〈伊是咱的寶貝〉（1993年）、〈流浪到淡水〉（1995年）等。是三金（金馬獎、金曲獎、金鐘獎）得獎者。

## 早年生涯
1956年，陳明章出生於臺灣臺北縣北投鎮（時為陽明山管理局轄區，今臺北市北投區）。他曾回憶道：「我小的時候，北投附近的市場，一年三百六十五天當中，大概有三百六十天在演戲。從小天天看北管、南管、歌仔戲、布袋戲，所以，我對本土文化的認識是從生活裡來的，根本不用學。特別是我媽媽常常哼一些臺灣老歌給我們聽，這些老歌中的腔調虛字都是要口授才知道的，看譜根本不準。」
此外，他的祖父也經常帶著他四處欣賞布袋戲演出，他表示自己當時總被臺上的戲偶動作、身段和唱腔深深吸引。

### 高中時期的夢想
陳明章的音樂之路，其實啟蒙的很早，從小時候北投隔壁旅館的那卡西，一直到阿公帶他四處探尋的野臺戲，都是他早期音樂的泉源。然而，他哥哥的吉他則是啟發他從事音樂創作的開始。在學生時代，他的哥哥比較會唸書，一路考上高中，媽媽和姊姊就合買一把2700元的吉他送給他哥哥以作為獎勵。然而這把吉他，哥哥沒摸幾次，倒是讓當時才國中二年級的陳明章拿了去玩，為他後來走上音樂創作的道路埋下了伏筆。
然而，青春時期的陳明章真正的夢想並不在音樂，而是在棒球。1972年1，不算太喜歡唸書的陳明章考上位於北投的復興高中，「在棒球校隊擔任一壘手，最大的夢想是如何打進甲組球隊，每天晚上都夢見在美國打大聯盟，一放學就沉迷於練習棒球不寫作業的結果是；人家高中唸三年，他卻混了四年」。
向來只是把音樂當作興趣的陳明章，在高三那年，卻突然發現自己似乎對於聲音特別敏感，根據他自己的說法，「我的閱讀速度非常慢，但音樂聽過之後，就可以馬上把譜抄下來。」 。就這樣，陳明章開始玩西洋音樂，加入了學校的吉他社，每天與同學切磋「琴」藝。他這樣回憶自己當時的生活：
加入吉他社後，每天從晚上9點練吉他到早上4、5點，回家睡到下午再去上課，到學校最重要的不是上課，而是先到教官室偷換點名單，然後再去吉他社混。

### 金韻獎、和退伍後為生活的奔波
1970年代臺灣刮起一股校園民歌的風潮，陳明章的音樂創作才華也隨之沸騰。在陳明章1990年所出版的音樂專輯《下午的一齣戲》中，他曾經在該專輯的文案寫下這樣的文字：「民歌運動時曾應徵加入木吉他合唱團，因歌聲太爛被淘汰」。在2002年的一次訪談中，他也談起了這段往事：「當時李宗盛他們在明新工專，常常一起練歌，但是我要當兵，當完兵之後，他們可能要找屬性相同的人吧，我就沒有機會了」。當訪談者進一步問他和木吉他合唱團的屬性到底有什麼地方不同，陳明章則表示說：「也不是真的屬性不同啦，但是當時李宗盛、鄭文魁已經兩把吉他了，何必再加我一個，沒有位置嘛」。
1978年，陳明章報名參加第二屆金韻獎創作組的比賽，第一次在公開場合演唱自己的作品，「彈吉他像吃甘蔗一樣簡單的陳明章說，那時候彈吉他的手，抖個不停」。
陳明章在結束軍旅生活後，音樂的路似乎並沒有他所想的好走。為了生活，他只好開始四處奔波，去做賣成衣的、賣手錶的、賣鋼琴的、賣……，能賣的他都賣了，只是心中好像一直缺少了什麼真正能觸動他心弦的東西。

## 本土意識覺醒的1980年代

### 開始思考什麼是臺灣音樂
1982年，陳明章26歲。由於他的父親中風，他回到北投幫忙照顧父親，同時也幫母親看管銀樓生意。兩年後，他的弟弟自軍中退伍，陳明章決定重新走音樂創作的路。一向支持他的母親和姊姊，各買了一架鋼琴送他，母親還甚至不惜斥資送他一臺YAMAHA四軌錄音座，並將住家四樓裝潢成四間隔音室，改成音樂教室，陳明章於是成立「青青音樂教室」，白天下樓照顧母親的銀樓生意，晚上則在音樂教室傳授吉他。
根據陳明章自己的說法，「成立音樂教室後，我才開始思考：什麼叫作臺灣音樂？我的臺灣音樂是什麼？」。讓他有這種省思的影響因素，一個是臺灣的傳奇素人歌手陳達，另一個是二二八事件。
陳達是臺灣最傳奇的說唱藝人，20歲便開始走唱生涯，其中還因大病而瞎了左眼，半身不遂，在高齡65歲時被史惟亮、許常惠發堀發片，引起臺北藝文界的一陣騷動。陳明章是偶然之間，在一家西餐廳聽到陳達唱歌，「陳達的歌聲直指人心，我終於發現自己所缺少的，就是對土地的情感，對本土文化的反省，回首自己過去的華語作品，霎時驚心不已」。陳達的歌聲，讓陳明章決定開展另一種屬於臺灣的音樂創作。
在成立音樂教室的同時，陳明章也兼營蘭花生意。因為要到蘭花產地去批貨，所以他有機會在北臺灣的石碇、烏來、坪林一帶到處跑。由於當時還是戒嚴時期，家中的長輩絕口不談政治，直到有一次又去批貨，陳明章跟種蘭花的阿伯聊天，酒意酣濃時，阿伯突然講到「二二八事件」，說著眼淚就掉了下來。陳明章這樣回憶這次的事情：
以前家裡有意不講政治，當然不會知道二二八。一直到有一次去基隆，跟一個種蘭花的阿伯聊天，喝酒正喝得高興，他突然講到二二八，眼淚就掉出來，邊哭邊講。我才知道事情這麼殘忍，活活的用鐵絲把人穿起來丟到海裡！
歷經民俗音樂與歷史事件的衝擊以後，陳明章慢慢意識到什麼是自己土地上的文化，於是和陳明瑜合作寫下第一首臺語創作歌曲〈唐山過臺灣〉，寫下祖先渡海來臺的心情，用歌謠寫臺灣的庶民文化。同時，陳明章也開始他在音樂上的覺醒；他完全屏棄過去所學的西洋音樂，利用「兩音合聲」和「五聲音階」的觀念創作臺語歌。他後來在接受訪問時這樣表示他對臺語歌的看法：
國語歌怎麼就是表達不出我心中的感情，因為臺語是我們的母語嘛！而且臺語本身的文化性很強，像我寫〈下午的一齣戲〉、〈唐山過臺灣〉、〈戲螞蟻〉、〈北管驚奇〉，臺語可以把這種生命感放到好強，這是我寫國語歌寫不出來的，我知道自己不能再寫國語歌了，我沒有住在中國大陸，寫不出這些歌來。
寫了這麼多的臺語歌，賣不出去，還是要繼續寫下去，不曉得為什麼，可能那是我唯一能夠表達的工具。

### 與侯孝賢的邂逅
陳明章在成立音樂教室以後，他的好友何穎怡將他自彈自唱的錄音帶拿給侯孝賢。經過半年，侯孝賢的助理突然打電話問他：「願不願意替侯孝賢所導演的《戀戀風塵》作配樂？」他那時候正在銀樓做生意，聽到這個消息以後高興得跳起來，生意也不做了。
於是，侯孝賢一邊拍《戀戀風塵》，陳明章就一邊幫他做配樂。1987年《戀戀風塵》在法國南特影展獲得最佳電影配樂，是臺灣第一部在國際影展獲得配樂獎的電影2。從此，侯孝賢拍電影就找陳明章作配樂，1993年《戲夢人生》的電影配樂，則是獲比利時法蘭德斯影展最佳配樂。
在陳明章的音樂路上，電影《戀戀風塵》的配樂是個轉捩點。《戀戀風塵》在法國南特影展獲得最佳配樂獎，這一個肯定，讓陳明章獲得了持續創作的信心，他在接受訪問時這樣表示：「有人肯定，心裡才比較踏實一點，覺得音樂這條路可以繼續走下去」。

### 「黑名單工作室」的臺語抗議歌曲
1987年，扼殺臺灣各種層面之自由幾達40年之久的戒嚴令解除，臺灣社會從此進入一個嶄新的階段。才剛解嚴的臺灣，經過多年牢鎖，終於得到自由，整個社會是搖撼的、動盪的，當時陳明章在四海唱片當製作助理，時常與王明輝、陳主惠、林暐哲混在一起，一群人混在一起，就是想幹一番東西出來。陳明章這樣強調：
|  | 以前政府禁止人民說方言，在學校不小心說溜嘴還得罰站、掛牌子，牌子上頭寫著「不准說方言」，在這種教育體制下，每個熟讀中國五千年歷史的學子中，那一個真切知道屬於台灣的歷史？台灣的點點滴滴呢？ |

這群人便組了「黑名單工作室」，一反過去臺語過於悲情的傳統腔調，而以RAP、民謠、搖滾的歌曲形式來詮釋。1989年，標榜為另類臺語搖滾的《抓狂歌》專輯由滾石唱片出版，每首歌都反應當年政經社會的現象，「計程車」、「阿爸的話」寫明當時人民生活的景況，而「民主阿草」一歌更以諷喻萬年國會、批判政府的犀利詞句，大膽的諷刺臺灣政治問題。黑名單工作室賦予臺語歌一種新風貌，也充分表達了當時的時代背景，更提醒一個令臺灣人省思的問題。
在王華作詞、王明輝譜曲的〈民主阿草〉中，在當時街頭運動盛行的年代，面對國民黨政權動輒派出的大批軍警人員，陳明章這樣對國民黨的所謂「民主」發出最直接的諷刺：
|  | 透早出門天清清， 歸陣散步來到西門町， 看到歸路的警察與憲兵， 全身武裝又擱向頭前， 害阮感覺一時心頭冷， 咱來借問ㄟ警察先生， 是不是要反攻大陸準備戰爭…… |

《抓狂歌》的發行原本寄望能打破臺灣唱片銷售紀錄，未料適逢選舉熱季，國民黨深怕這張專輯挑釁的歌詞影響選情，馬上把它禁掉了。結果這張專輯在媒體無法播放的狀況下，儘管掀起知識界的大好評，市場成績卻只是差強人意(honeypie nd)。陳明章在事後對於這張專輯的發行抱持這樣的看法：「當初已經做好被抓去關的準備，我們想試試，國民黨是真的解嚴還是假的解嚴」！

## 1990年代以後的創作

### 〈伊是咱的寶貝〉及其他
1990年，陳明章樸實而獨特的音樂開始逐漸在臺灣的流行音樂市場走紅，他於該年出版了《現場作品(1)》、《下午的一齣戲》兩個音樂專輯，並於隔年再出版《現場作品(2)》音樂專輯。這三個專輯都獲得樂評界極佳的迴響。
也是在1992年，陳明章在結束其巡迴臺灣各大學的校園演唱會以後，發現自己整個人似乎已經空掉了。「雖然當時大家都說很棒啊，走到哪裡觀眾都是滿滿的，但是我知道那些都是老東西了，再這樣下去我的音樂生命就沒了。我決定整個人沈寂下來，開始作《戲夢人生》和一些電影配樂。作配樂是比較簡單的，因為它已經有一個概念在那裡」。
1993年，陳明章應當時勵馨社會福利事業基金會理事長紀惠容的請求，幫該基金會「拯救雛妓」的活動寫歌。有一次他到女兒房裡，才5歲的女兒很會踢被，就在幫女兒蓋被、看著女兒可愛臉龐的時候，靈感乍現，而完成了這首歌：
這首歌不但在2004年「二二八手牽手大聯盟」所舉辦的全臺二二八手護臺灣活動中成為該活動的主題曲，同時也在2005年抗議中國「反分裂國家法」的「三二六護臺灣大遊行」中，被主辦單位採用為活動結束時的合唱曲目，而成為臺灣人民共同記憶的一部分。
也是在1993年，長期靠喝酒提昇創作靈感的陳明章陷入了一場人生的重大困境。陳明章說，喝酒是為了創作，酒喝下去之後靈感就會比較多。不過，在那一年，陳明章因喝酒過多而造成了酒精中毒，同時也引發了後續的憂鬱症、恐慌症、和焦慮症，讓他不得不面對自己的身心，「過去我的生活是每天下午才起床，到了晚上十一點眼睛還亮得像貓一樣，邊喝酒邊創作，一直熬到清晨。生病後在醫院裡把酒戒了，憂鬱症和焦慮症讓我無法思考，每天都到北投山區的廟宇聽佛經，生活方式也改成遊山玩水」。

### 〈流浪到淡水〉以及「淡水走唱團」
病痛迫使陳明章停止創作，一直到兩年後，1995年才又寫下另一首多數臺灣人都耳熟能詳的歌曲〈流浪到淡水〉。這首唱遍全臺的〈流浪到淡水〉，是陳明章有感於盲人歌手金門王與李炳輝走唱人生的無奈和悲苦，而於30分鐘內完成的作品。這首歌在1998年獲得第九屆金曲獎流行音樂作品類最佳作曲人獎。2003年11月29日，臺北縣政府將這首代表淡水特色的歌曲刻成歌碑，豎立在淡水漁人碼頭情人橋旁。
1997年，陳明章組成了「淡水走唱團」，他自己這樣描述這個業餘的歌唱團體：
我們的成員都是兼差的，吉他手阿昌在做土地代書、貝斯手史帝夫是個美國律師、鼓手小黃是藥廠的經理、懷一在做廣告業務、我在種蘭花。祇有我的助理阿亮是專職，所以我們都叫他團長。
當初我就打定主意絕對不要找職業的，就連我自己也是一樣，這樣才能真正的玩音樂。團員都是偶然機緣遇見的，現在我們每周六練習。羅東長老教會、鹿港天后宮、臺中東勢國小、嘉義………到處走唱。
帶著走唱團到處演唱，是陳明章目前感到最快樂的事。他這樣表示，「創作是一種生命歷程，我強調音樂要有原創性，要讓人有『被電到』的感覺。這樣的創作方式，一年最多寫個三、四首歌」。

### 電視廣告歌曲
2006年初，陳明章為愛鮮家公司出品的飲料品牌「『卡打車』身體補給水」電視廣告創作主題曲，並自彈自唱。2006年夏季，陳明章為愛鮮家公司出品的另一個飲料品牌「水果醋方」電視廣告創作臺語主題曲〈我要呷醋〉，由黃妃主唱，陳明章合音及彈奏吉他，日本、巴西混血的名模香月明美（Akemi）擔任代言人。

## 2000年代以後的創作

### 〈香港！自由〉
2019年7月23日，陳明章創作一首聲援香港反對逃犯條例修訂草案運動(反送中運動)單曲《香港！自由》，7月27日正式在YouTube上發表，以台語、粵語兩個版本演唱，獲得台港兩地網友們熱烈好評。

## 陳明章大事記
- 1956年：出生於臺灣臺北的北投。
- 1978年：報名參加第二屆金韻獎創作組，第一次在公開場合演唱自己的作品。
- 1982年：父親中風，陳明章回北投幫忙照顧，也幫母親看管銀樓生意。
- 1984年：在住家四樓成立音樂教室傳授吉他，並兼營蘭花生意。
- 1987年：為電影《戀戀風塵》所譜配樂獲得法國南特影展最佳配樂。
- 1989年：與陳主惠、林暐哲等人組成的「黑名單工作室」正式發行《抓狂歌》專輯。
- 1993年：為電影《戲夢人生》(侯孝賢導演)所譜配樂獲比利時法蘭德斯影展最佳配樂。同年因酒精中毒以及創作上的焦慮引發憂鬱症。
- 1996年：為電影《幻之光》（是枝裕和導演）所譜配樂獲日本每日電影獎最佳配樂獎。
- 1998年：《流浪到淡水》獲得第九屆金曲獎流行音樂作品類最佳作曲人獎。
- 1999年：為電影《天馬茶房_(電影)》(林正盛導演) 所譜配樂獲亞太影展、金馬獎最佳電影配樂。
- 2003年：臺北縣政府將〈流浪到淡水〉這首代表淡水特色的歌曲刻成歌碑，豎立在淡水漁人碼頭情人橋旁。
- 2023年：導演林正盛作品《撼山河 撼向世界》以台灣國寶級民謠大師陳明章為主角，獲得第60屆金馬獎最佳紀錄片提名。
- 2023年：和蕭詩偉以《聽!台灣在唱歌》獲得第58屆金鐘獎自然科學及人文紀實節目主持人獎

## 陳明章重要音樂作品
- 黑名單工作室，1989，抓狂歌。臺北：滾石有聲出版社，音樂compact disc。
- 陳明章，1990a，現場作品(1)。臺北：水晶唱片，音樂compact disc。
- 陳明章，1990b，下午的一齣戲。臺北：滾石有聲出版社，音樂compact disc。
- 陳明章，1991，現場作品(2)。臺北：水晶唱片，音樂compact disc。
- 陳明章，1995，阮不是一個無感情的人。臺北：新力音樂，音樂compact disc。
- 陳明章，1999，勿問阮的名。臺北：滾石有聲出版社，音樂compact disc。
- 陳明章，2002，蘇澳來ㄟ尾班車；。臺北：魔岩唱片，音樂compact disc。
- 陳明章，2004，精選首部曲 「伊是咱的寶貝」。臺北：滾石有聲出版社，音樂compact disc。
- 陳明章，2005a，心愛的老車站。臺北：無非文化，音樂compact disc。
- 陳明章，2005b，林正盛的電影‧陳明章的音樂。臺北：無非文化，音樂compact disc。
- 陳明章，2005c，侯孝賢的電影‧陳明章的音樂：戀戀風塵。臺北：無非文化，音樂compact disc。
- 陳明章，2005d，是枝裕和的電影‧陳明章的音樂：幻之光。臺北：無非文化，音樂compact disc。
- 陳明章，2006a，海尪·油桐花新娘。臺北：無非文化，音樂compact disc。
- 陳明章，2006b，一堆吉他。臺北：無非文化，音樂compact disc。
- 陳明章，2017，撼山河。
- 陳明章，2019，香港！自由。臺北：陳明章音樂CMC Music。
- 陳明章，2022，人生舞台－新黑貓歌劇團。臺北：陳明章音樂CMC Music。

## 獎項紀錄
| 年份 | 頒獎典禮           | 獎項                           | 入圍者/作品                                                      | 結果 |
| ---- | ------------------ | ------------------------------ | ---------------------------------------------------------------- | ---- |
| 1987 | 第9屆法國南特影展  | 最佳配樂                       | 《戀戀風塵》                                                     | 獲獎 |
| 1994 | 第5屆金曲獎        | 最佳演奏專輯製作人獎           | 陳揚、許景淳、陳明章《戀戀風塵》                                 | 獲獎 |
| 1994 | 第5屆金曲獎        | 最佳演奏專輯獎                 | 陳揚、許景淳、陳明章《戀戀風塵》                                 | 獲獎 |
| 1994 | 比利時法蘭德斯影展 | 最佳配樂                       | 陳明章《戲夢人生》                                               | 獲獎 |
| 1994 | 第30屆金馬獎       | 最佳原創電影音樂               | 陳明章《戲夢人生》                                               | 獲獎 |
| 1996 | 每日電影獎         | 最佳配樂                       | 《幻之光》                                                       | 獲獎 |
| 1998 | 第9屆金曲獎        | 最佳唱片製作人獎               | 金門王、李炳輝《流浪到淡水》                                     | 提名 |
| 1998 | 第9屆金曲獎        | 最佳作詞人獎                   | 金門王、李炳輝／流浪到淡水                                       | 提名 |
| 1998 | 第9屆金曲獎        | 最佳作曲人獎                   | 金門王、李炳輝／流浪到淡水                                       | 獲獎 |
| 1999 | 第44屆亞太影展     | 最佳電影配樂                   | 陳明章《天馬茶房》                                               | 獲獎 |
| 1999 | 第36屆金馬獎       | 最佳原創電影音樂               | 陳明章《天馬茶房》                                               | 提名 |
| 1999 | 第36屆金馬獎       | 最佳原創電影歌曲               | 林強〈幸福進行曲〉／《天馬茶房》(詞、曲：陳明章、葉金勝、曾郁雯) | 獲獎 |
| 2000 | 第11屆金曲獎       | 最佳方言男演唱人獎             | 陳明章《勿愛問阮的名》                                           | 提名 |
| 2004 | 第41屆金馬獎       | 最佳原創電影歌曲               | 楊貴媚〈月娘浮光〉《月光下，我記得》(曲：陳明章)                 | 提名 |
| 2005 | 第16屆金曲獎       | 最佳作詞人獎                   | 曾郁雯、陳明章／ 阿嬤的雨傘是一蕊花《心愛的火車站》              | 提名 |
| 2007 | 第18屆金曲獎       | 最佳台語專輯獎                 | 陳明章《海尪‧油桐花新娘》                                        | 提名 |
| 2007 | 第18屆金曲獎       | 最佳台語男歌手獎               | 陳明章《海尪‧油桐花新娘》                                        | 提名 |
| 2012 | 第3屆金音創作獎    | 傑出貢獻獎                     | 黑名單工作室                                                     | 獲獎 |
| 2013 | 第24屆傳藝金曲獎   | 最佳跨界音樂專輯獎             | 陳明章《花漾》                                                   | 獲獎 |
| 2013 | 第24屆傳藝金曲獎   | 最佳作詞獎                     | 周美玲、陳明章／ 歌妓祭鬼《花漾》(唱：萬芳)                      | 提名 |
| 2018 | 第29屆金曲獎       | 年度專輯獎                     | 陳明章《撼山河》                                                 | 提名 |
| 2018 | 第29屆金曲獎       | 最佳台語專輯獎                 | 陳明章《撼山河》                                                 | 提名 |
| 2019 | 第30屆金曲獎       | 特別貢獻獎                     | 黑名單工作室                                                     | 獲獎 |
| 2023 | 第58屆金鐘獎       | 自然科學及人文紀實節目主持人獎 | 陳明章、蕭詩偉 《聽!台灣在唱歌》                                 | 獲獎 |
| 2024 | 第35屆金曲獎       | 演奏類最佳專輯獎               | 《2023陳明章電影配樂三部曲》                                     | 提名 |

### 書籍
- 郭麗娟. . 臺北: 新臺灣新聞週刊. 2005-03-10.
- 陳明章口述、江文瑜整理. . 中外文學 25. 1996: 139–45.
- 廖炳惠. . 聯合文學 7. 1991: 115–18.

### 其他來源
- BoxUp Media. . BoxUp Media.   [2005-05-31]. （原始内容存档于2005-04-12）.
- 陳德愉. . 臺北: 新新聞周報. 1997  [2005-05-31]. （原始内容存档于2005-11-19）.
- 陳樂融. . 銀河網路電臺. 2002-04-25  [2005-05-31]. （原始内容存档于2004-12-20）.
- honeypie. . 五四三音樂站.   [2015-06-02]. （原始内容存档于2008-07-05）.
- 行政院文化建設委員會. . 行政院文化建設委員會.   [2005-06-01]. （原始内容存档于2005-04-12）.

## 外部連結
- 陳明章音樂工作有限公司官方網站 （页面存档备份，存于）
- 陳明章的Facebook專頁
- YouTube上的陳明章頻道